# Gebandeerde bekarde
De gebandeerde bekarde (Pachyramphus versicolor) is een zangvogel uit de familie Tityridae.

## Verspreiding en leefgebied
Deze soort komt voor van Costa Rica tot Bolivia en telt drie ondersoorten:
- P. v. costaricensis: Costa Rica en westelijk Panama.
- P. v. versicolor: van westelijk Venezuela tot Ecuador.
- P. v. meridionalis: van zuidoostelijk Ecuador tot westelijk Bolivia.

## Status
De grootte van de populatie is in 2019 geschat op 0,5-5 miljoen volwassen vogels. Op de Rode lijst van de IUCN heeft deze soort de status niet bedreigd.